# Zwischenwerk
Ein Zwischenwerk (frz.: Ouvrage) ist im Festungsbau ein befestigter Stützpunkt zwischen den Forts einer Festung.
Im Inneren eines Zwischenwerks kann sich eine Kasematte als Unterkunft für militärische Einheiten befinden, vor allem für Infanterie.
Zwischenwerke dienen im Normalfall zur Verteidigung der Räume zwischen den größeren Forts. Meist sind sie mit schweren Maschinengewehren und/oder PaKs, manchmal auch mit leichten Geschützen ausgerüstet. Auf Fernartillerie wurde in der Regel verzichtet, da diese Aufgabe eher von den benachbarten Forts übernommen wurde. Nicht immer sind die Grenzen zu anderen Typen von Forts eindeutig.
Beispiele für Zwischenwerke sind:
- Zwischenwerk VIII a der Festung Magdeburg
- Zwischenwerk VIII b des Festungsring Kölns mit Kölner Festungsmuseum
- Batterie Hübeling in Koblenz
- Ouvrage de Froideterre bei Verdun